# Пепа Славчева
Пепа Славчева е журналист от Регионалния телевизионен център на БНТ в Пловдив. Дълги години е автор и телевизионен водещ на предаването „Адрес 4000“, преди това - заедно с Нери Терзиева и Живко Желев - на едно от най-популярните икономически предавания на БНТ, „За един милиард“, което е много популярно в България през 80-е години на ХХ век и се излъчва на живо, освен от Пловдив, и от други градове на страната.
Най-известна е, обаче, именно като автор на „Адрес 4000“, в което години наред събира самотници чрез обяви за запознанства и дискутира различни проблеми на взаимоотношенията между половете. Понастоящем прави авторска рубрика в БНТ Пловдив с името „Знаете ли, че...“, която с кратки видеоматериали разказва за любопитни и неизвестни факти от всички сфери на живота - техниката, културата, историята.
Пепа Славчева е носител на Награда „Пловдив“ за журналистика.  Архив на оригинала от 2008-10-10 в Wayback Machine.